# Vibrante múltiple linguolabial
La vibrante múltiple linguolabial es un tipo de sonido consonántico el cual no se sabe si se use fonémicamente en alguna lengua.
Este sonido aparece al hacer una pedorreta porque en términos fonológicos la pedorreta es una vibrante múltiple linguolabial.

## Características
- Su modo de articulación es vibrante múltiple, lo que significa que se produce dirigiendo aire sobre un articulador para que vibre.
- Su punto de articulación es linguolabial, lo que significa que se articula colocando la punta de la lengua contra el labio superior.
- Su fonación es sonora, lo que significa que las cuerdas vocales vibran durante su articulación.
- Es una consonante oral, lo que significa que se permite que el aire escape a través de la boca y no a través de la nariz.
- Su mecanismo de flujo del aire es egresivo pulmonar, lo que quiere decir que se articula exhalando aire desde los pulmones, como en la mayoría de sonidos del habla.